# Brendan Allen
Brendan Allen (Beaufort, 28 de dezembro de 1995) é um lutador americano de artes marciais mistas, atualmente competindo no peso médio do Ultimate Fighting Championship.

## Início
Allen começou a treinar Jiu-jitsu aos 13 anos de idade após assistir uma aula com seu irmão. No ensino médio, Allen começou a competir no Mississippi após começar a treinar Boxe e Wrestling. Em seguida ele se juntou à Clementi's Gladiator Academy para treinar MMA. Ele se profissionalizou em 2015.

## Carreira no MMA

### Ultimate Fighting Championship
Em sua estreia no UFC, Allen era esperado pra enfrentar Eric Spicely em 18 de outubro de 2019 no UFC on ESPN: Reyes vs. Weidman. Entretanto, Spicely teve que se retirar da luta por motivos desconhecidos. Allen então enfrentou Kevin Holland. Ele venceu por finalização no segundo round.
Sua segunda luta veio em 29 de fevereiro de 2020 contra Tom Breese no UFC Fight Night: Benavidez vs. Figueiredo. Ele venceu a luta por nocaute técnico no primeiro round.
Allan era esperado para enfrentar Ian Heinisch em 27 de junho de 2020 no UFC Fight Night: Poirier vs. Hooker. Entretanto, Heinisch teve que se retirar da luta devido a uma lesão e foi substituído pelo estreante Kyle Daukaus. Allen venceu por decisão unânime.

## Cartel no MMA
| Cartel no MMA   |             |            |
| 23 lutas        | 18 vitórias | 5 derrotas |
| Por nocaute     | 5           | 2          |
| Por finalização | 10          | 1          |
| Por decisão     | 3           | 2          |

| Res.    | Cartel | Oponente          | Método                                | Evento                                     | Data       | Round | Tempo | Local                   | Notas                                     |
| ------- | ------ | ----------------- | ------------------------------------- | ------------------------------------------ | ---------- | ----- | ----- | ----------------------- | ----------------------------------------- |
| Vitória | 18-5   | Sam Alvey         | Finalização (mata leão)               | UFC Fight Night: Hermansson vs. Strickland | 05/02/2022 | 2     | 2:10  | Las Vegas, Nevada       | Luta nos Meio-Pesados.                    |
| Derrota | 17-5   | Chris Curtis      | Nocaute técnico (socos)               | UFC on ESPN: Font vs. Aldo                 | 04/12/2021 | 2     | 1:58  | Las Vegas, Nevada       |                                           |
| Vitória | 17-4   | Punahele Soriano  | Decisão (unânime)                     | UFC on ESPN: Sandhagen vs. Dillashaw       | 24/07/2021 | 3     | 5:00  | Las Vegas, Nevada       |                                           |
| Vitória | 16-4   | Karl Roberson     | Finalização (chave de tornozelo)      | UFC 261: Usman vs. Masvidal 2              | 24/04/2021 | 1     | 4:55  | Jacksonville, Flórida   |                                           |
| Derrota | 15-4   | Sean Strickland   | Nocaute Técnico (socos)               | UFC Fight Night: Felder vs. dos Anjos      | 14/11/2020 | 2     | 1:32  | Las Vegas, Nevada       |                                           |
| Vitória | 15-3   | Kyle Daukaus      | Decisão (unânime)                     | UFC Fight Night: Poirier vs. Hooker        | 27/06/2020 | 3     | 5:00  | Las Vegas, Nevada       |                                           |
| Vitória | 14-3   | Tom Breese        | Nocaute Técnico (cotoveladas e socos) | UFC Fight Night: Benavidez vs. Figueiredo  | 29/02/2020 | 1     | 4:47  | Norfolk, Virginia       |                                           |
| Vitória | 13-3   | Kevin Holland     | Finalização (mata leão)               | UFC on ESPN: Reyes vs. Weidman             | 18/10/2019 | 2     | 3:38  | Boston, Massachusetts   | Estreia no UFC.                           |
| Vitória | 12-3   | Aaron Jeffery     | Finalização (mata leão)               | Dana White's Contender Series 20           | 16/07/2019 | 1     | 3:23  | Las Vegas, Nevada       |                                           |
| Vitória | 11-3   | Moses Murrietta   | Decisão (unânime)                     | LFA 61: Allen vs. Murrieta                 | 07/05/2019 | 5     | 5:00  | Prior Lake, Minnesota   | Defendeu o Cinturão Peso Médio do LFA.    |
| Vitória | 10-3   | Tim Hiley         | Finalização (mata leão)               | LFA 50: Allen vs. Hiley                    | 21/09/2018 | 3     | 3:16  | Prior Lake, Minnesota   | Ganhou O Cinturão Peso Médio Vago do LFA. |
| Vitória | 9-3    | Larry Crowe       | Nocaute Técnico (socos)               | LFA 43: Allen vs. Crowe                    | 22/06/2018 | 1     | 2:06  | Beaumont, Texas         |                                           |
| Derrota | 8-3    | Anthony Hernandez | Decisão (unânime)                     | LFA 32: Allen vs. Hernandez                | 26/01/2018 | 5     | 5:00  | Lake Charles, Louisiana | Pelo Cinturão Peso Médio Vago do LFA.     |
| Vitória | 8-2    | Chris Harris      | Finalização (triângulo)               | LFA 18: Aguilar vs. Rader                  | 04/08/2017 | 5     | 5:00  | Shawnee, Oklahoma       |                                           |
| Derrota | 7-2    | Eryk Anders       | Decisão (unânime)                     | LFA 14: Allen vs. Anders                   | 23/06/2017 | 5     | 5:00  | Houston, Texas          | Pelo Cinturão Peso Médio Vago do LFA.     |
| Vitória | 7-1    | Jon Kirk          | Nocaute Técnico (socos)               | LFA 3: Spann vs. Giles                     | 10/02/2017 | 1     | 2:46  | Lake Charles, Louisiana |                                           |
| Vitória | 6-1    | Sidney Wheeler    | Finalização (chave de tornozelo)      | Valor Fights 3                             | 02/12/2016 | 2     | 0:29  | Knoxville, Tennessee    | Ganhou o Cinturão Peso Médio do VF.       |
| Vitória | 5-1    | Matt Jones        | Finalização (mata leão)               | MCFP 2                                     | 23/09/2016 | 1     | 3:34  | Avondale, Louisiana     |                                           |
| Vitória | 4-1    | Clovis Hancock    | Finalização (mata leão)               | Legacy FC 58                               | 22/07/2016 | 2     | 1:54  | Lake Charles, Louisiana |                                           |
| Vitória | 3-1    | Charlie Rader     | Finalização (mata leão)               | WFC 52                                     | 07/05/2016 | 1     | 3:26  | Baton Rouge, Louisiana  |                                           |
| Derrota | 2-1    | Trevin Giles      | Finalização (mata leão)               | Legacy FC 52                               | 25/03/2016 | 2     | 1:47  | Lake Charles, Louisiana |                                           |
| Vitória | 2-0    | Kory Moegenburg   | Nocaute Técnico (socos)               | WFC 46                                     | 09/01/2016 | 1     | 4:03  | Baton Rouge, Louisiana  | Estreia nos Médios.                       |
| Vitória | 1-0    | Zebulon Stroud    | Nocuate Técnico (socos)               | WFC 42                                     | 22/08/2015 | 1     | 4:40  | Baton Rouge, Louisiana  | Estreia nos Meio-Médios.                  |